# Zeitmilitär
Unter die Bezeichnung Zeitmilitär fallen in der Schweizer Armee Offiziere und Unteroffiziere, welche insbesondere bei der allgemeinen Grundausbildung an den Rekrutenschulen, sowie auch für die Ausbildungsblöcke der Bereitschaftskompanien zuständig sind. Sie stellen in Zusammenarbeit mit den Berufsoffizieren und den Berufsunteroffizieren die allgemeine Ausbildung der Rekruten während der ersten 8 bis 13 Wochen der Rekrutenschulen sicher, oder bilden die Milizsoldaten und Milizkader in den Bereitschaftskompanien aus.
Offiziere können auch in Spezialfunktionen bei den Bereitschaftsverbänden oder als zugeteilte Offiziere von Kommandanten eingesetzt werden.
Im Gegensatz zu Berufsmilitärs verfügen Zeitmilitärs lediglich über beschränkte Arbeitsverträge von höchstens fünf Jahren Dauer. Zeitmilitärs haben eine wöchentliche Arbeitszeit von 45 Stunden, im Gegensatz zu Berufmilitärs, welche keine Arbeitszeit verrechnen können. Die Arbeitszeit richtet sich nach den Bedürfnissen der Truppe und die Überzeit kann teilweise kompensiert, aber nicht ausbezahlt werden.